# Antitype limpida
Antitype limpida là một loài bướm đêm trong họ Noctuidae.